# Edderkopsagen
Edderkopsagen er en sag om et kriminelt netværk under besættelsen og i tiden efter befrielsen. Brugtbilforhandler Svend Aage Hasselstrøm, møbelhandler Johannes Linde og andre kriminelle styrede København med hjælp fra højtstående folk i politiet. Danmark var under og efter besættelsen ramt af varemangel, og via lyssky sortbørsforretninger drev de en omfattende handel.
15 politifolk og 15 andre blev dømt.
Sagen blev afsløret efter at to journalister ved dagbladet Social-Demokraten, Anders B. Nørgaard og Poul Dalgaard, havde undersøgt den københavnske sortbørshandel. Navnet Edderkoppen som betegnelse for Hasselstrøm skyldtes bladets redaktør Preben Wilmann, som i første omgang ikke turde bringe Hasselstrøms navn i de indledende artikler om sagen.

## Kulturelle fremstillinger
- Skorpionen – roman af Hans Scherfig, udgivet i 1953
- Den Otteøjede Skorpion - tv-serie baseret på Scherfigs roman, dramatiseret som opera, udsendt i 1979
- Edderkoppen – dansk tv-serie, udsendt i 2000